# تك رادار
تك رادار (بالإنجليزية: TechRadar)‏ هي نشرة بريطانية على الإنترنت تركز على التكنولوجيا، مع فرق تحريرية في الولايات المتحدة والمملكة المتحدة وأستراليا والهند. يوفر الأخبار والاستعراضات للمنتجات التقنية. أُطلقت في عام 2008. إنه أكبر موقع للتكنولوجيا والأخبار والمراجعة للمستهلكين من المملكة المتحدة اعتبارًا من 2013.